# Johann Bernhard von Brixen und Montzel
Johann Bernhard von Brixen und Montzel (auch Brix und Montzel) (geb. 10. Juli 1707 in Zauditz; gest. 22. März 1771 in Jakubowitz) war ein preußischer Landrat.

## Herkunft
Johann Bernhard von Brixen und Montzel war der Sohn von Franz Wilhelm von Brixen und Montzel (1667–1711), Erbherr auf Zauditz und dessen Ehefrau Maria Theresia (1683–1759), geb. Frantz von Frantzen.

## Werdegang
Johann Bernhard von Brixen und Montzel wandte sich der Landwirtschaft zu und war Erbherr auf Habicht und Jakubowitz. Gegen Ende der 1760er Jahre wurde er  Marschkommissar im Kreis Leobschütz. Aufgrund von Dürftigkeit bat er im Januar 1768 und nochmals im Herbst 1769 um ein ziviles Amt. Im März 1770 ersuchte er um die vakant gewordene Stelle als Stadtdirektor in Ratibor, was im jedoch aufgrund eines Mangels an Capacité verweigert wurde, eine Eignung als Landrat wurde im jedoch zugestanden. Der ersten Bitte Nachfolger des verstorbenen Landrats George Franz von Trach im Kreis Cosel zu werden, kam man nicht nach, stattdessen schlug man ihm den Posten als Landrat im Kreis Groß Strehlitz vor, den er auch annahm. Die Bestätigung durch den Friedrich II. erfolgte am 1. Juli 1770.

## Familie
Johann Bernhard von Brixen und Montzel war mit Anna Maria (1718–1776), geb. von Larisch, verheiratet. Aus dieser Ehe gingen vier Söhne hervor.